# Waco F series
Les Waco F series (série « F ») sont une gamme d'avions construits dans les années 1930 par la Waco Aircraft Company (à ne pas confondre avec la WACO Classic Aircraft), aux États-Unis, pour des pilotes privés et pour servir comme biplan de formation.

## Développement
Le biplan Waco série F supplanta puis remplaça l'ancienne série « O » (« O series » de 1927–1933. La série F avait une cellule plus petite et plus légère d'environ 250 kg que la série O, tout en maintenant un espace pour trois personnes en tandem dans un cockpit ouvert. Les performances similaires au modèle précédent furent obtenues sur la puissance avec des moteurs plus petits et plus économes.
Les premiers modèles étaient l'INF, avec un moteur Kinner de 125 ch (93 kW), KNF avec un moteur Kinner de 100 ch (75 kW), et le FRR, avec un moteur Warner Scarab de 110 ch (82 kW), qui avaient tous une roulette de queue sous le fuselage. De nombreux autres sous-modèles suivirent avec des moteurs plus puissants, jusqu'à 225 ch (168 kW). Le plus puissant dans la gamme était le ZPF de 1936–1937, prévu pour le transport de cadres dirigeants.

## Histoire opérationnelle
La série F était populaire auprès des pilotes privés pour des utilisations sportives et autres. Il a continué à être produit jusqu'à la fin des années 1930. Le cockpit en tandem UPF-7 a été adopté par le Civilian Pilot Training Program et sa production a continué jusqu'en 1942, date à laquelle plus de 600 appareils avaient été construits.
Le modèle YMF 1934 fut considérablement remanié, avec un fuselage plus long et plus large, une dérive plus grande, ainsi que d'autres changements structurels. Il fut mis en production en mars 1986 par WACO Classic Aircraft (en) de Lansing, dans le Michigan, sous le nom YMF-5. Plus de 150 YMF-5 étaient produits en 2017, avec de nouveaux exemplaires construits pour des besoins spécifiques.
La WACO Aircraft Company of Ohio, Inc. a construit trois répliques en décembre 2011, désignées MF.
Il existe un nombre considérable de biplans de la série F, à la fois originaux et récemment construits, qui demeurent encore en service.

## Dans la culture populaire
Un Waco UBF-2 en version hydravion (NC13075, c/n 3692) apparait au début du premier opus des Indiana Jones Les Aventuriers de l'arche perdue. L'avion était peint en argent pour faire plus ancien et reçut une immatriculation fantaisiste, OB-CPO, en référence à Star Wars (Obi-Wan Kenobi et C-3PO).

## Versions
Énumérés dans l'ordre chronologique approximatif :
- INF : Moteur Kinner B-5 de 125 ch (93 kW). Certifié ATC#345 le 2 août 1930 ;
- KNF : Moteur Kinner K-5 de 100 ch (75 kW). Certifié ATC#313 le 12 avril 1930 ;
- MF : Moteur Jacobs R-755 de 275 ch (205 kW), fabriqué par WACO Aircraft Company of Ohio, Inc. en 2011 ;
- RNF : Moteur Warner Scarab (en) de 110 ch (82 kW). Certifié ATC#311 le 7 avril 1930[5] ;
- PCF : Moteur Jacobs LA-1 de 170 ch (127 kW) et nouveau châssis de train d'atterrissage renforcé. Version PCF-2 certifiée ATC#473 le 2 octobre 1931 ;
- PBF : Idem PCF avec des ailes « B » modifiées ;
- QCF : Moteur Continental A70 de 165 ch (123 kW). Version QCF-2 certifiée ATC#416 le 9 avril 1931 ;
- UBF : Moteur Continental R-670 de 210 ch (157 kW) ;
- UMF : Moteur Continental R-670A de 210 ch (157 kW). Fuselage plus long et plus large, dérive agrandie ;
- YMF : Idem UMF avec un moteur Jacobs L-4 de 225 ch (168 kW) ;
- YPF-6 et YPF-7 : Moteur Jacobs L-4 de 225 ch (168 kW) ;
- ZPF-6 et ZPF-7 : moteur Jacobs L-5 (en) de 285 ch (213 kW) ;
- UPF-7 : Version en tandem avec train d'atterrissage plus large et un moteur en étoile continental de 220 ch (164 kW) (désigné PT-14 par l'USAAC) ;
- YMF-5 : Concept de 1986 basé sur l'YMF, construit par WACO Classic Aircraft ;
- YMF-5D : YMF-5 amélioré en 2009[3] ;
- YMF-5F : YMF-5 doté de flotteurs amphibie Aerocet 3400[6] ;
- JW : Deux UBF (désignés XJW-1) ont été utilisés par la United States Navy pour la formation à l'appontage des chasseurs de dirigeables Curtiss F9C Sparrowhawk[7].

Note : à partir de 1936, Waco ajouta des suffixes correspondant à l'année de production pour les désignations de ses appareils — par exemple YPF-6 et YPF-7 —, le chiffre étant le dernier chiffre de l'année modèle.

## Utilisateurs

### Militaires
- Guatemala :
  - Forces Aériennes Guatémaltèques - Au moins 1 Waco YMF-7 a été reçu en 1934. Il était encore en état de navigabilité en 1998 [8].
- États-Unis :
  - United States Army Air Corps : UPF-7 désigné PT-14. Avec un exemplaire XPT-14 et 13 YPT-14 achetés, plus un UPF-7 désigné PT-14A en 1942 [9] ;
  - United States Navy[10].

## Galerie

Waco Série F
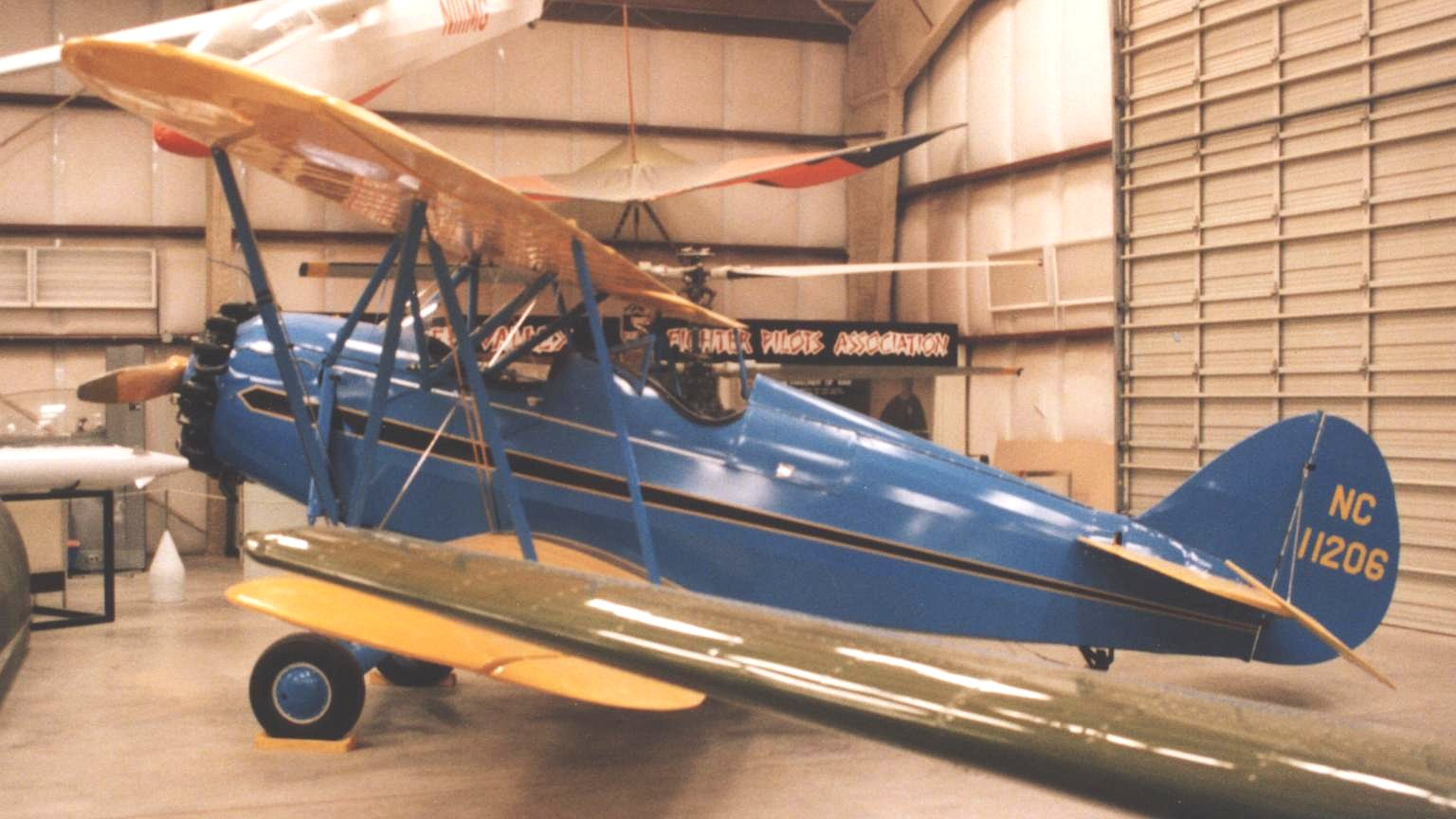
Waco RNF de 1931 exposé au Pima Air Museum Tucson, Arizona (1991).
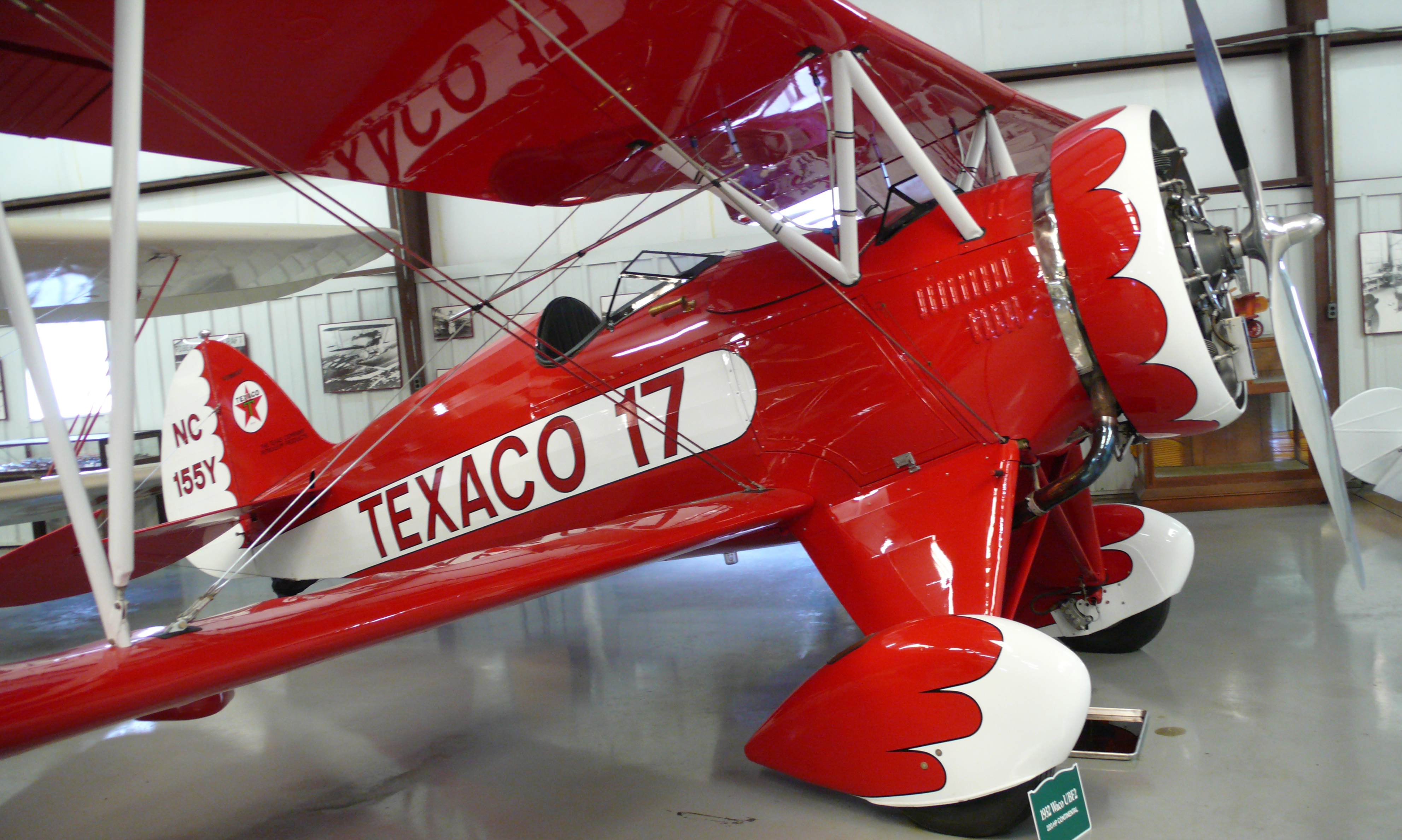
Waco UBF (1932) utilisé par Texaco conservé à la Historic Aircraft Restoration Museum, Missouri (2006).
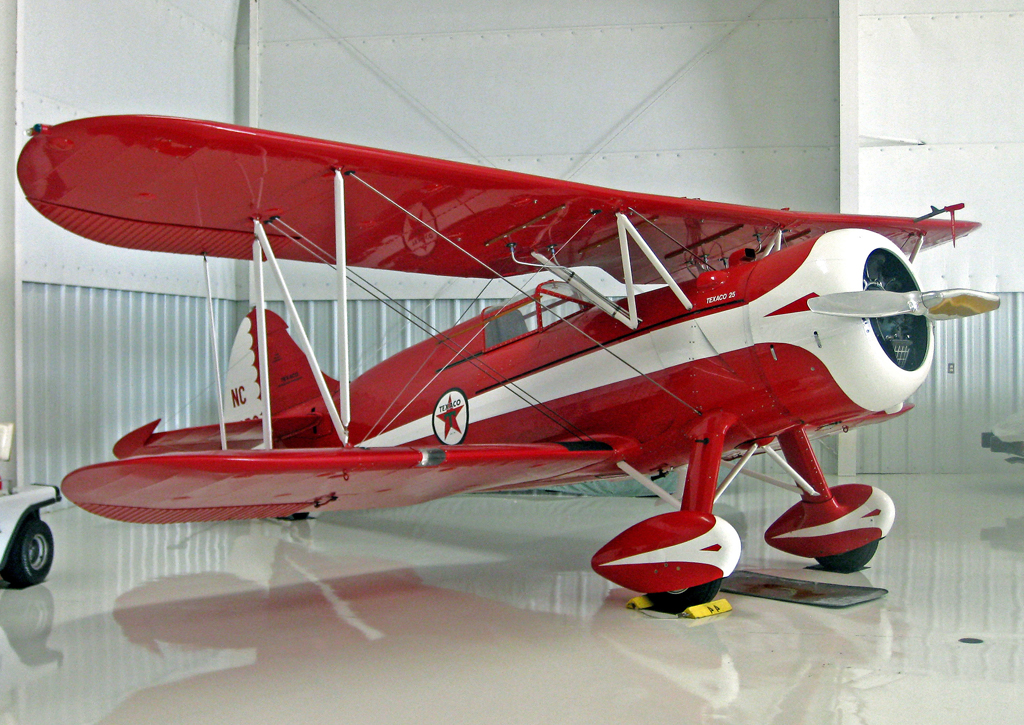
Waco ZPF-6 trois-sièges avion de transport VIP, construit pour la Texaco Oil en 1936. Préservé en état de navigabilité à Sebring, Floride.
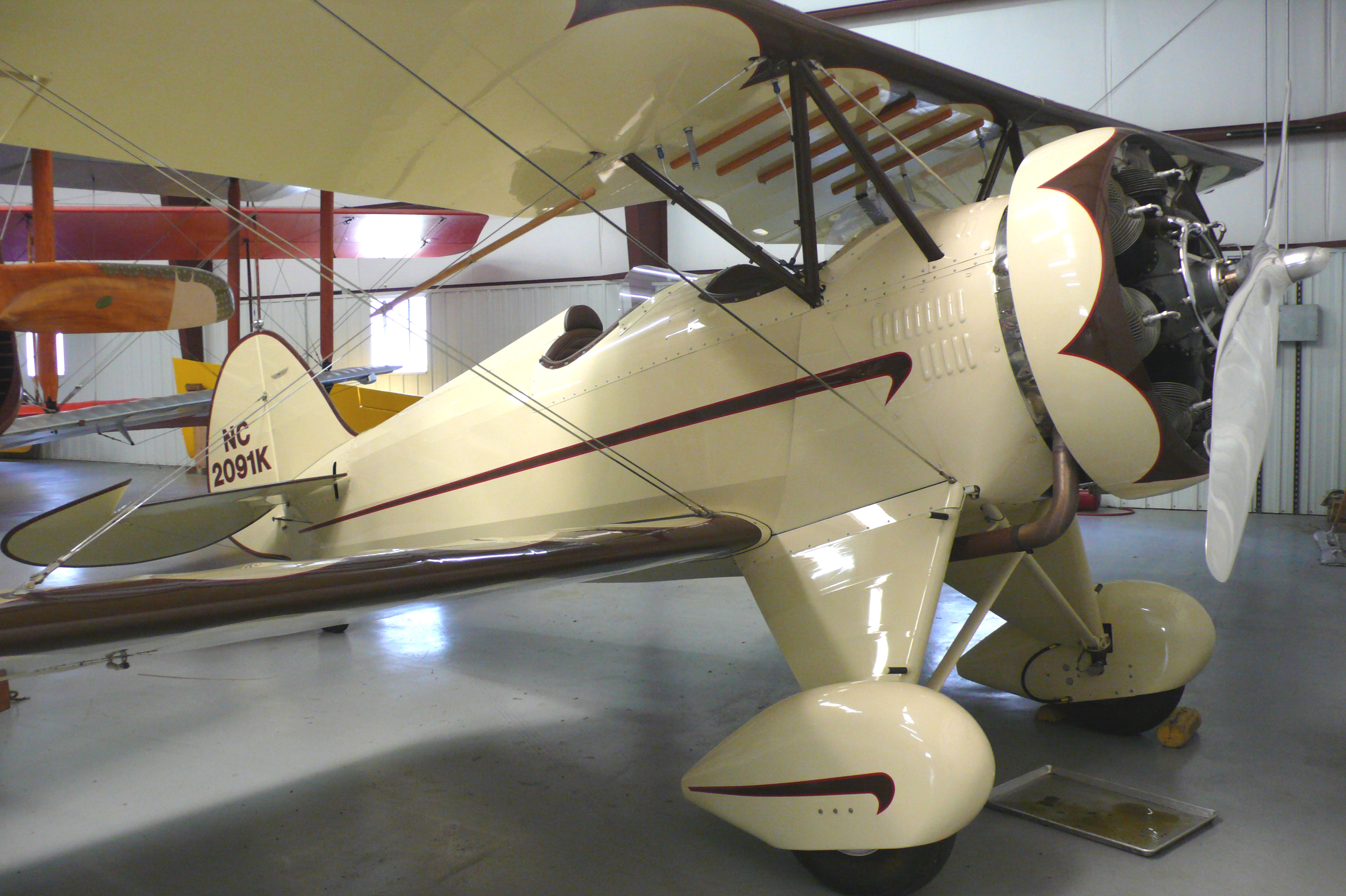
WACO UBF-2.
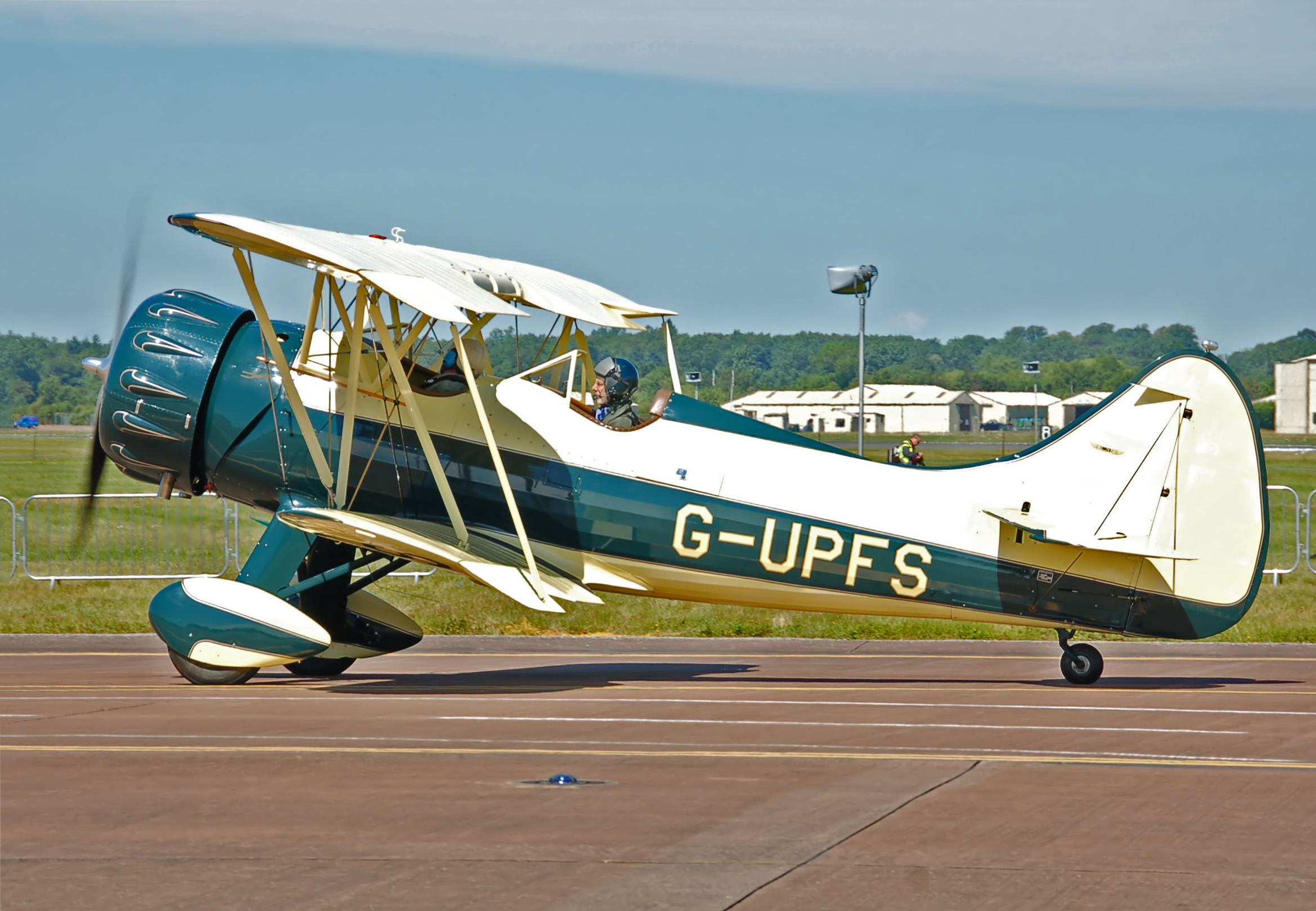
UPF-7, construit en 1941, arrivé en 2014 au Royal International Air Tattoo, Angleterre.
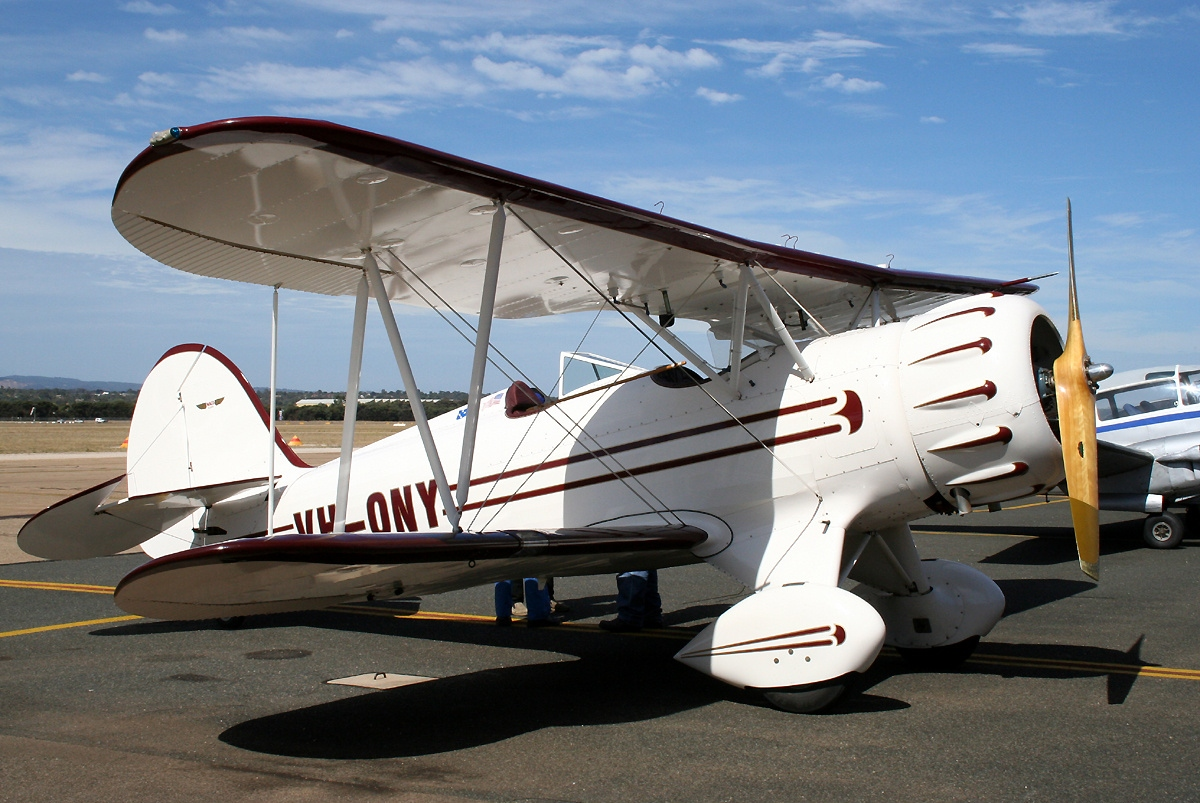
Waco YMF-5.
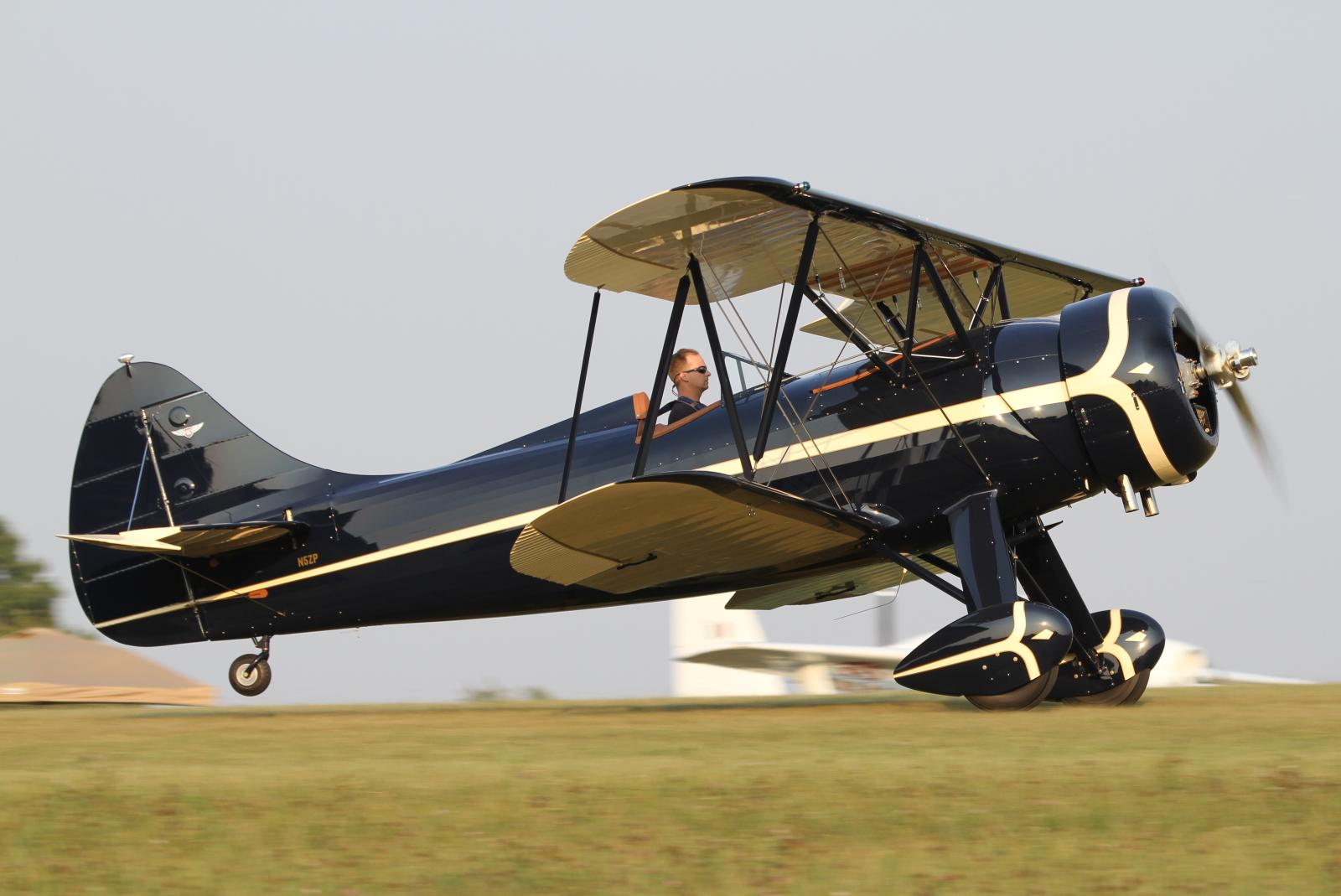
Waco YPF-7 (N5ZP).
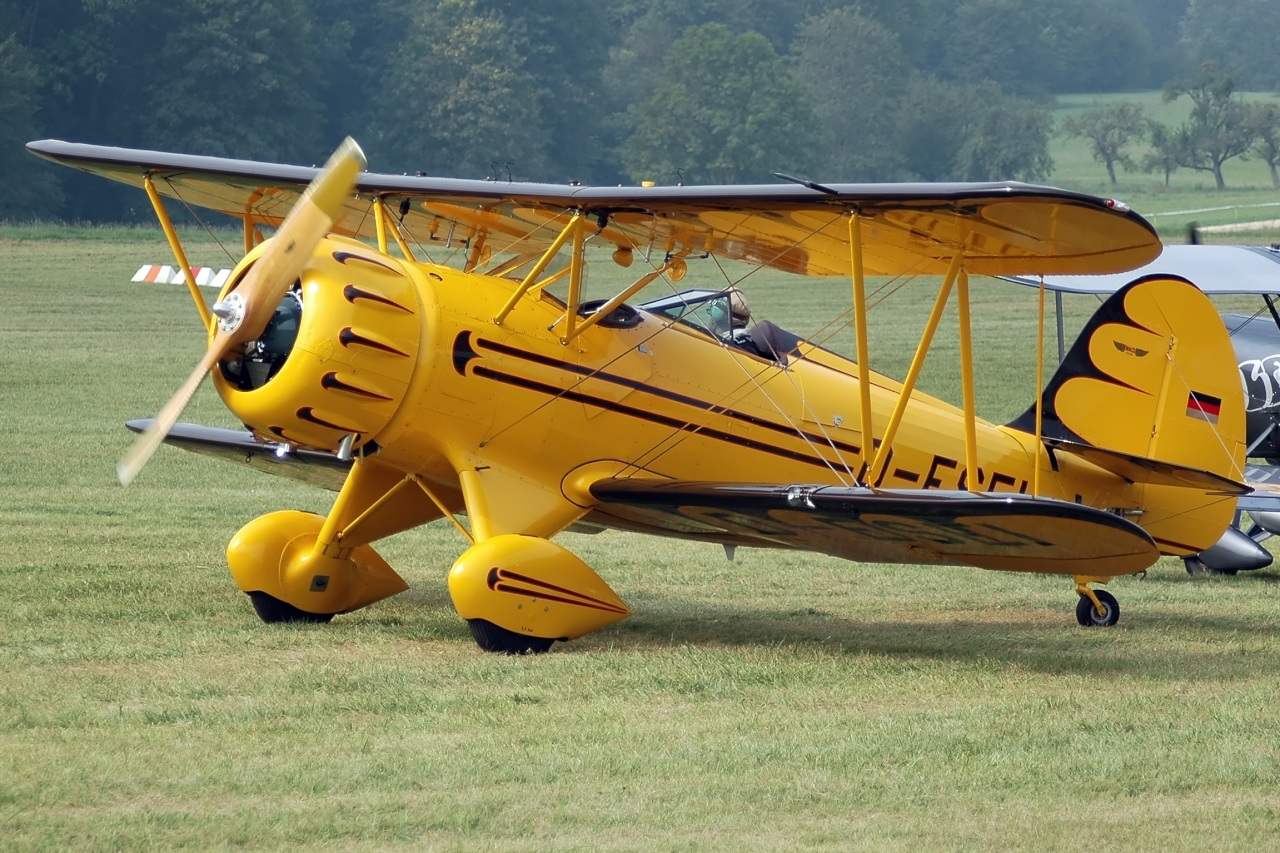
YMF-5C de 1997.

### Magazines
- (en) Emile Sloot et Luc Hornstra, « Fuerza Aerea Guatamalteca », Air International, vol. 56, no 1,‎ janvier 1999, p. 55–58.
- (en) Richard Vandermeullen, « 2011 Kit Aircraft Buyer's Guide », Kitplanes, Belvoir Publications, vol. 28, no 12,‎ décembre 2011, p. 76 (ISSN 0891-1851).